# 雨垂天神社 (掛川市)
雨垂天神社（うたりてんじんじゃ）は、静岡県掛川市にある神社。

## 由緒
天神社は元禄8年（1695年）金平陸奥平の祖先が雨垂地区の砂防のため、大東町の高天神社の一神、菅原道真公を勧請し創建された。その後災害災難防除または学問の神として地区民から信仰されている。